# Ермолаева, Галина Никаноровна
Гали́на Никано́ровна Ермола́ева (в девичестве — Су́слина, 21 октября 1948, Ленинград) — советская гребчиха, серебряный призёр Олимпийских игр. Заслуженный мастер спорта СССР (1973).

## Карьера
На Олимпиаде в Монреале Галина в составе парной четвёрки с рулевым вместе с Мирой Брюниной, Ларисой Поповой, Анной Кондрашиной и Надеждой Чернышовой выиграла серебряную медаль.
Двукратная чемпионка мира и Европы, семикратная чемпионка СССР.

## Образование
С 1983 по 1986 год была аспиранткой ЛНИИФКа.